# Miller Anderson (sporter)

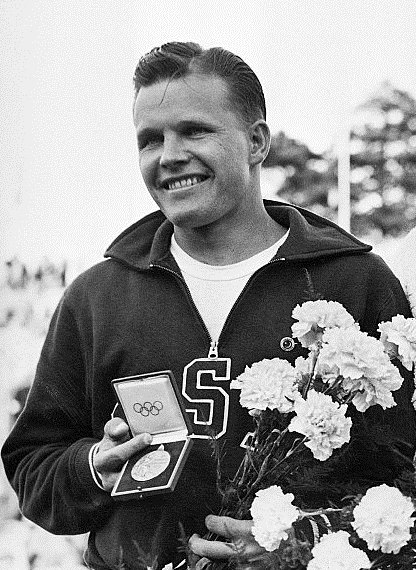
Miller Anderson bij de Zomerspelen van 1952

Miller Altman Anderson (Columbus (Ohio), 27 december 1922 - ?, 29 oktober 1965) was een Amerikaans schoonspringer.
Anderson won zijn eerste medaille in 1942 op de drie meter plank. Hij raakte echter in de Tweede Wereldoorlog gewond tijdens een parachutesprong, waarbij hij zijn linkerbeen ernstig verwondde. Hij kreeg een metalen plaat in zijn knie, waardoor hij na de oorlog opnieuw moest leren springen. 
Anderson won een zilveren medaille op de Zomerspelen van 1948 en op de Zomerspelen van 1952. Hij was ook de eerste springer die een voorwaartse anderhalve salto met dubbele schroef maakte, en een achterwaartse anderhalve salto met schroef.

## Referentie
- databaseOlympics